# La Chapelle-Saint-Laurian

La Chapelle-Saint-Laurian este o comună în departamentul Indre, Franța. În 1 ianuarie 2022 avea o populație de 136 de locuitori.